# Хайхарой

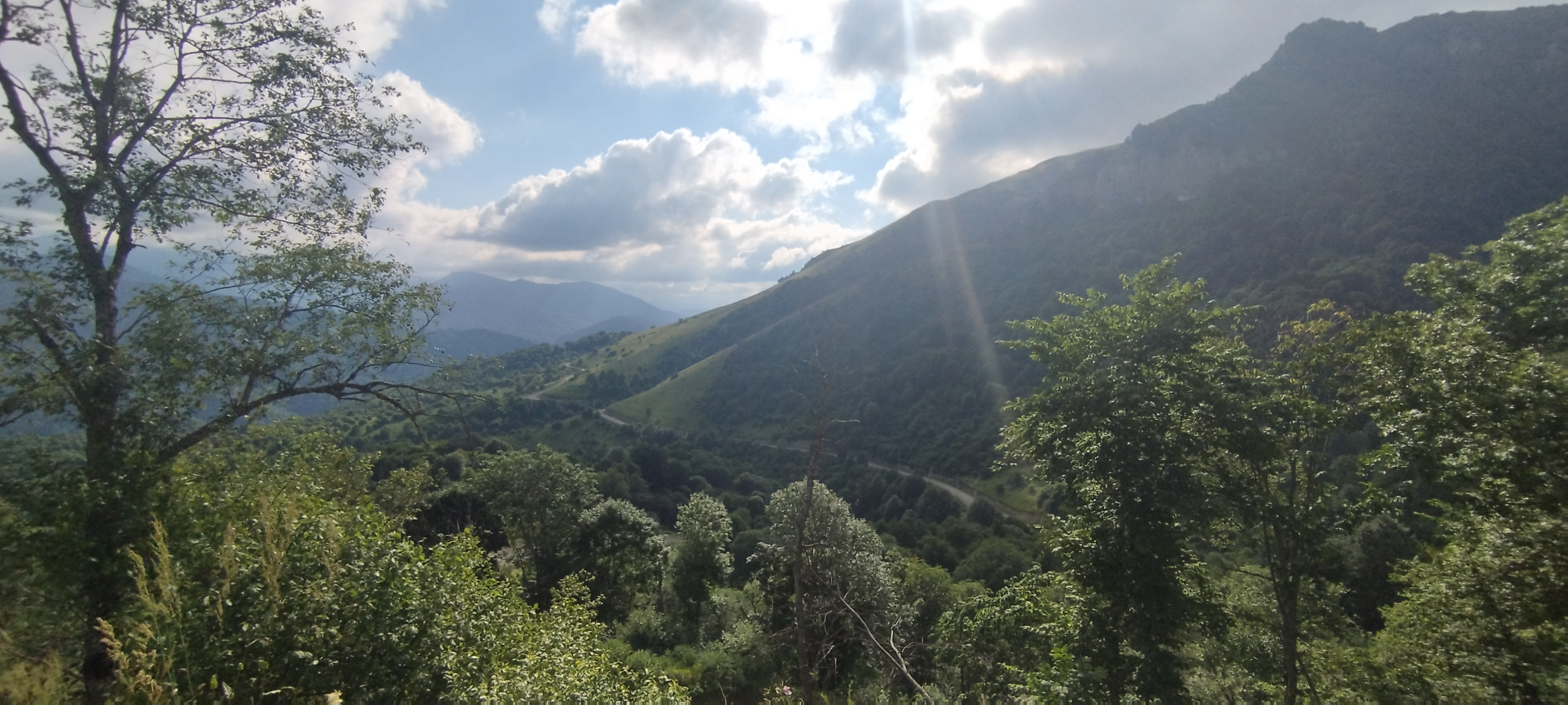
Хайхарой, 2023 год

Хайхарой (чечен. Хьевха, Хьайхара) — покинутый населённый пункт в Галанчожском районе Чеченской Республики.

## История
Село разрушено в 1944 году. Во время депортации население этого моноэтнического чеченского села было полностью выселено в Казахстан. В 1957 году когда была восстановлена ЧИ АССР, населению было запрещено возвращаться в свои исконные районы: Галанчожский, Шатойский и Итум-Калинский. В силу этих причин Галанчожский район с 1944 года не имеет постоянных жителей. В 2010-х и 2020-х в Чеченской Республике начаты работы по возвращению коренных жителей в родовые сёла в Чеберлоевском, Галанчожском и Итум-Калинском районах.
Родовое село Хайхаройцев из тайпового сообщества Мержой. До выселения в родовых сёлах орстхой проводилось несколько переписей, указывающие пол и национальность населения:
| Село (включая окружающие хутора) | национальность | население | муж. | жен. |
| -------------------------------- | -------------- | --------- | ---- | ---- |
| Верхний Ялхорой                  | чеченцы        | 188       | 109  | 79   |
| Ниж. Ялхорой                     | чеченцы        | 67        | 32   | 35   |
| Мержой                           | чеченцы        | 254       | 123  | 131  |
| Цече-Ахки                        | чеченцы        | 192       | 90   | 102  |

| Село               | население | из них чеченцы | процент чеченцев |
| ------------------ | --------- | -------------- | ---------------- |
| Хайхарой(Череджей) | 93        | 93             | 100 %            |
| Цечахки            | 33        | 33             | 100 %            |
| Базант             | 24        | 24             | 100 %            |
| Верх. Герит        | 85        | 85             | 100 %            |
| Докиох (Мержа)     | 161       | 161            | 100 %            |
| Керт               | 7         | 7              | 100 %            |
| Кола               | 101       | 101            | 100 %            |
| Мужген             | 36        | 36             | 100 %            |
| Ниж. Герит         | 22        | 22             | 100 %            |
| Докиох х.          | 65        | 65             | 100 %            |

В селе находится объект культурного наследия Российской Федерации — жилая башня XVIII века.
На карте 1988 года обозначено как «ур. Хавгорой».